# Ga Banpo
Ga Banpo (Tiếng Hàn: 반포역, Hanja: 盤浦驛) là ga tàu điện ngầm trên Tàu điện ngầm Seoul tuyến 7 nằm ở Banpo-dong và Jamwon-dong, Seocho-gu, Seoul.

## Lịch sử
- 1 tháng 8 năm 2000: Việc kinh doanh bắt đầu với việc khai trương Tàu điện ngầm Seoul tuyến 7

## Bố trí ga
| Nonhyeon ↑         |
| \| N/B             |
| ↓ Xe buýt tốc hành |

| Hướng Bắc | ● Tuyến 7 | ← Hướng đi Nonhyeon · Cheongdam · Đại học Konkuk · Jangam |
| Hướng Nam | ● Tuyến 7 | → Hướng đi Xe buýt tốc hành · Isu · Daerim · Seongnam →   |

## Xung quanh nhà ga
| Lối ra \| 나가는 곳 \| Exit \| 出口 | Lối ra \| 나가는 곳 \| Exit \| 出口                                                     |
| ----------------------------------- | --------------------------------------------------------------------------------------- |
| 1                                   | Trung tâm cộng đồng Banpo 1-dong Trường trung học cơ sở Wonchon Trường tiểu học Wonchon |
| 2                                   | Banpo 1-dong Banpo Xi APT                                                               |
| 3                                   | Ngã tư bến xe buýt tốc hành                                                             |
| 4                                   | Ngã tư bến xe buýt tốc hành Shinbanpo Xi APT                                            |
| 5                                   | Banpo 3-dong Trường trung học cơ sở Gyeongwon                                           |
| 6                                   | Jamwon-dong Trung tâm phúc lợi cộng đồng Banpo                                          |

## Hình ảnh

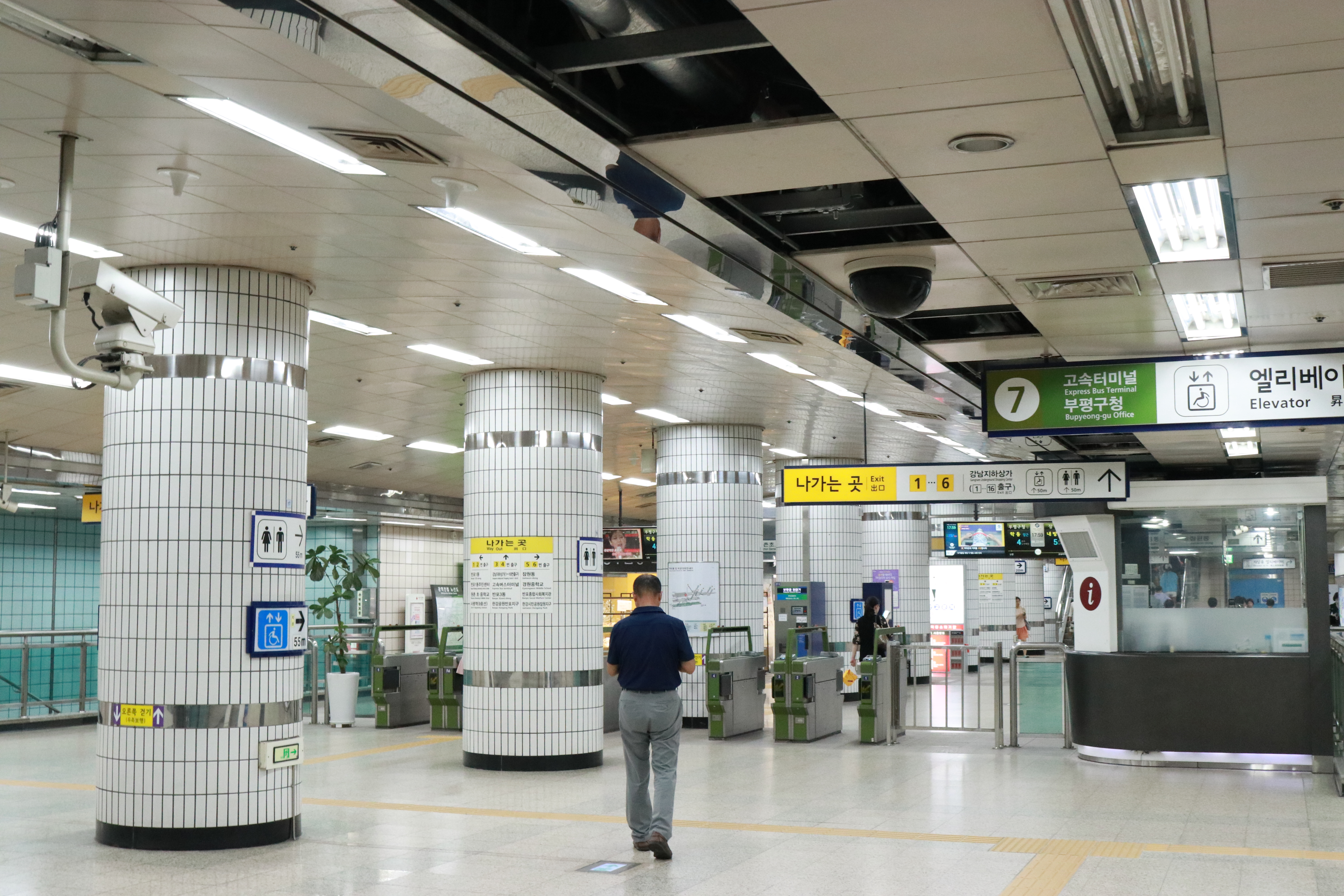
Phòng chờ
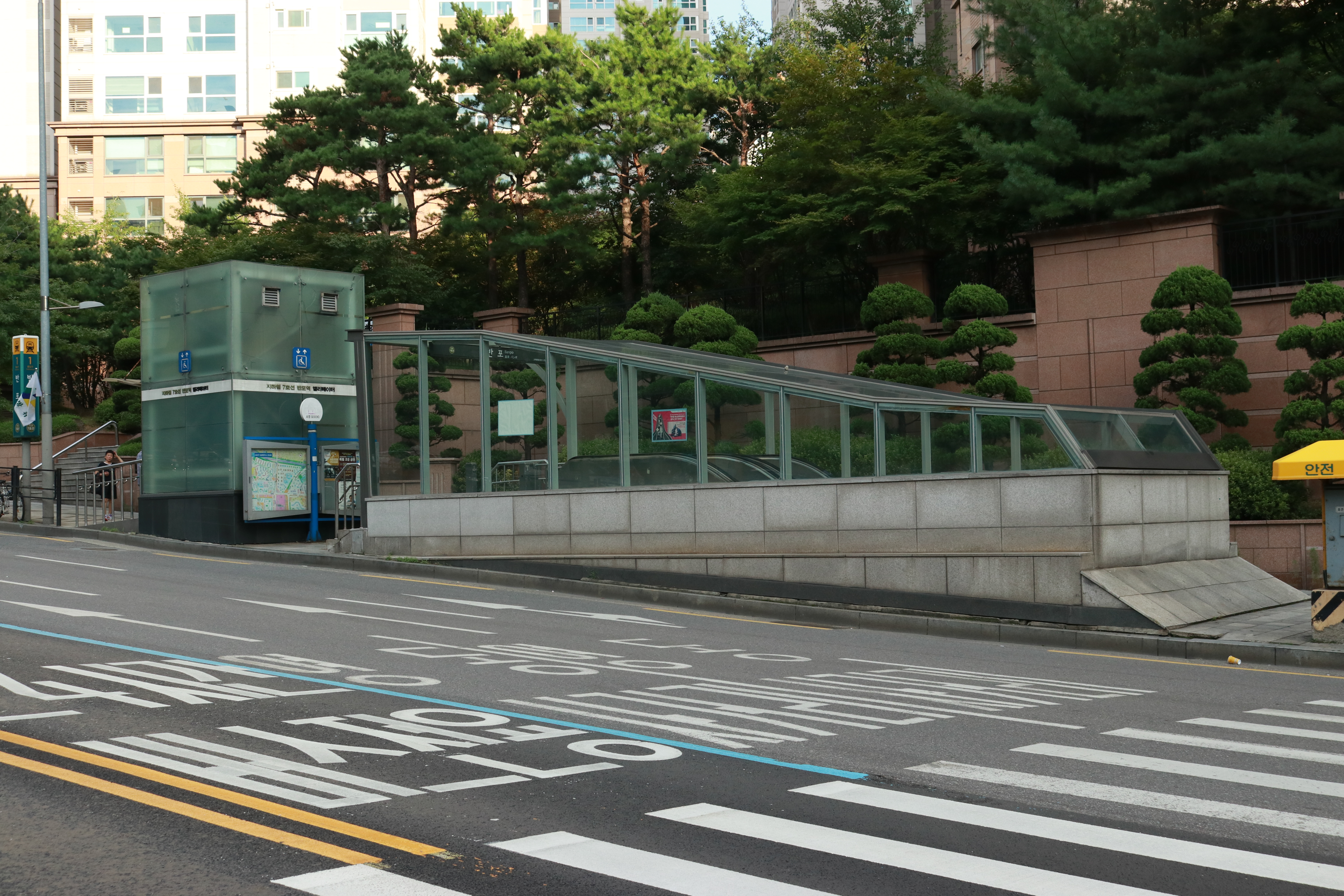
Lối ra 1
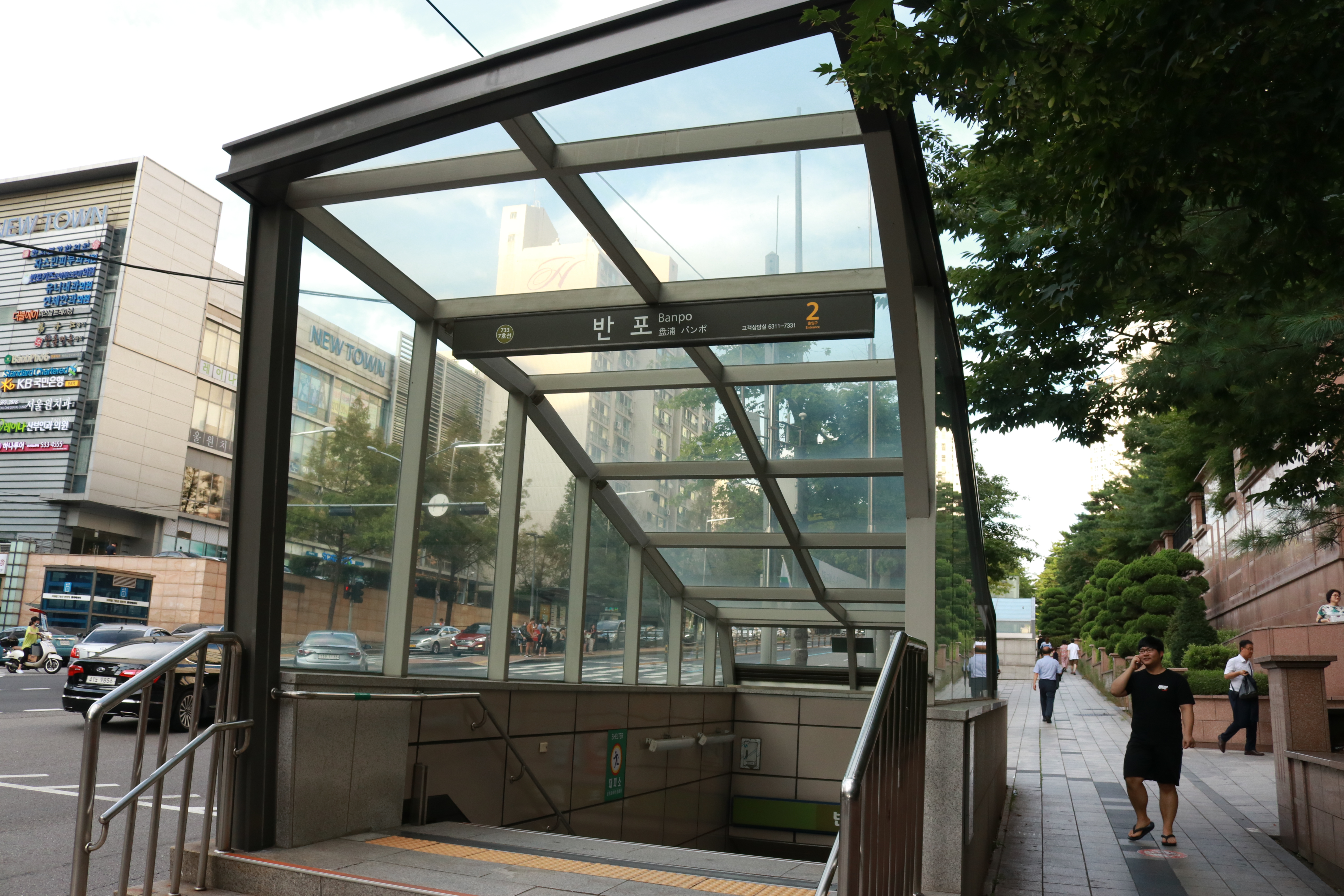
Lối ra 2
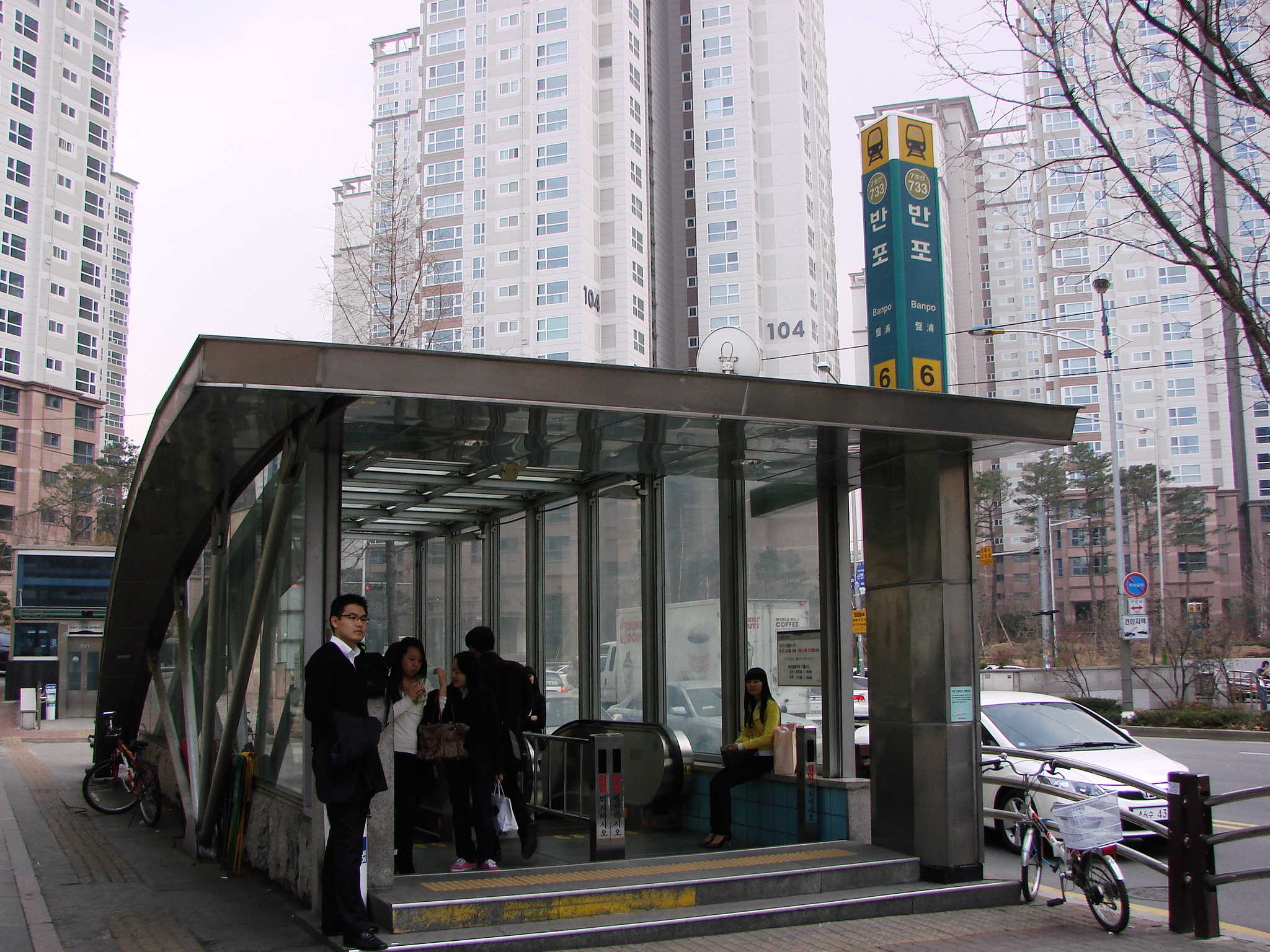
Lối ra 6
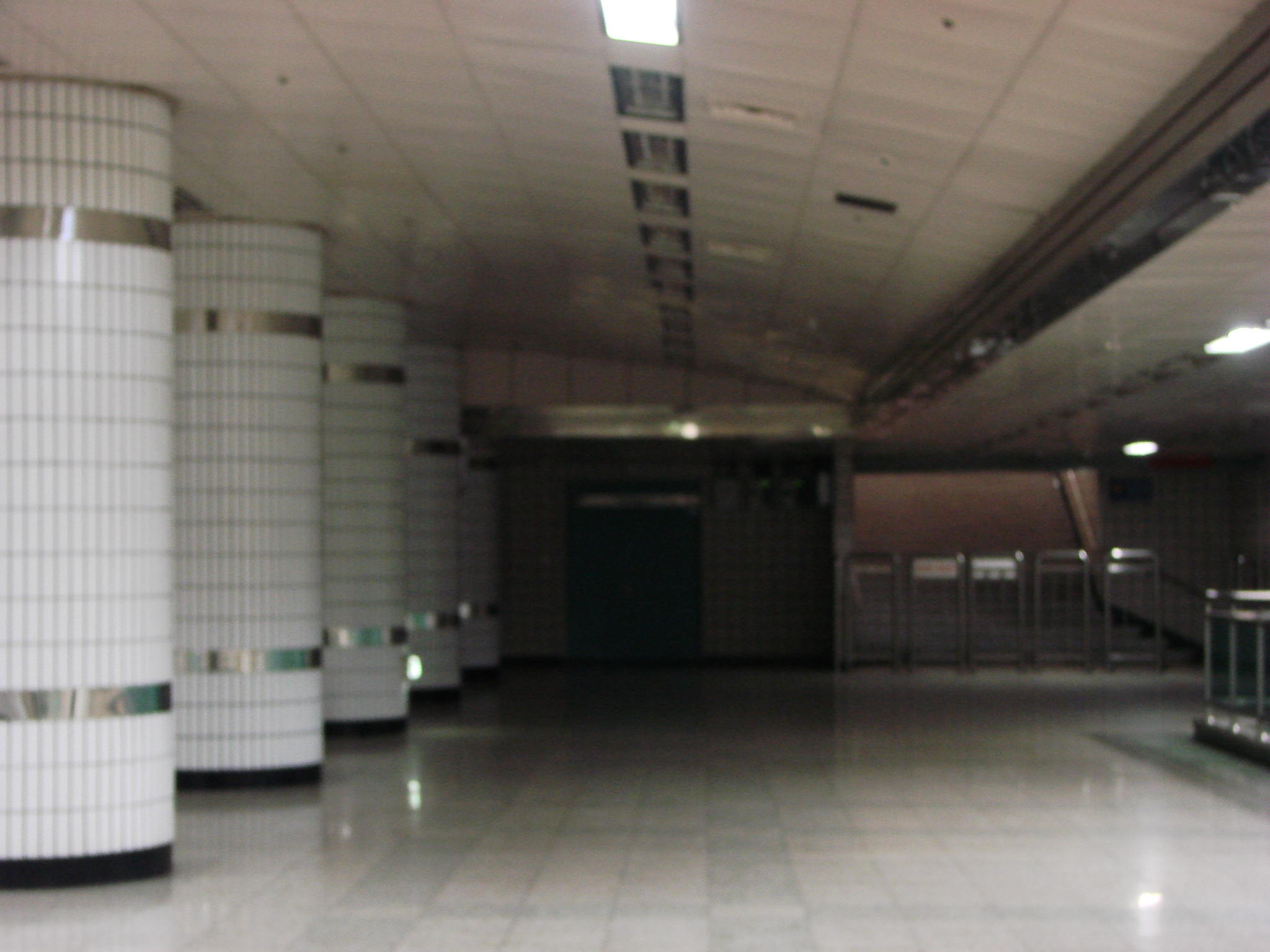
Con đường dẫn đến Chi nhánh Banpo của Lực lượng Cảnh sát Tàu điện ngầm Seoul